# Buchinino
Buchinino (ros. Бухинино) – wieś w Rosji, w rejonie wielikoustidzkim obwodu wołogodzkiego. W 2010 r. liczyła 384 mieszkańców.